# Lagartos UAN de Tepic
Los Lagartos UAN de Tepic fue un equipo que participó en el Circuito de Baloncesto de la Costa del Pacífico con sede en Tepic, Nayarit, México.

## Historia
Equipo perteneciente a la Universidad Autónoma de Nayarit que tuvo anteriormente el nombre de Coras UAN de Tepic.

## Jugadores

### Roster actual
- Chad Ferguson 25 03/8/1984 Los Ángeles, CA Ala-Pívot
- Keoni Watson 25 03/3/1984 San Diego, CA Base
- Fernando Jesús Benítez Gómez 21 06/2/1989 Nayarit Pívot
- Christopher Silva Santiago 28 19/2/1982 México, DF Pívot
- Luis Manuel González 28 12/6/1981 Mexico, DF Base, Escolta
- Jesús Joaquín García Orduño 23 29/1/1989 Santa Ana, Son Alero, Ala-Pívot
- Miguel Ángel Ayala Jaime 27 29/8/1982 Tepic Escolta, Alero
- Giovanni Silva Santiago 22 06/3/1987 México, DF Alero
- Carlos Pinedo 23 05/10/1986 Tepic Escolta
- Antonio Ayala Jaime 33 15/3/1983 Tepic Ala-Pívot
- Luis Antonio Ocampo 38 13/1/1972 Tepic Alero
- Alberto Ayala Jaime 35 13/4/1975 Tepic Base, Escolta
- Melesio Uscanga López 25 06/10/1984 Veracruz -
- Reginal McKoy - - - -
- Richie Williams 25 22/8/1984 San Diego, CA Base, Escolta
- Michael Marzette

### Jugadores destacados
Vladimir Sánchez